# Stretto Urup
Lo stretto Urup (in russo пролив Уруп) è un braccio di mare nell'oceano Pacifico settentrionale, nella catena delle isole Curili, che separa l'isola di Urup dalle isole Čërnye Brat'ja. Si trova nel Kuril'skij rajon dell'oblast' di Sachalin, in Russia. 
Lo stretto, che collega il mare di Ochotsk con l'oceano Pacifico, è largo circa 30 km e lungo 20 km. La profondità massima è di 500 m. Sporge nello stretto la punta settentrionale di Urup, capo Kastrikum (мыс Кастрикум) con le isole Taira (острова Таира) che ne sono l'estensione tettonica.